# Fabian Giefer
Fabian Giefer (Adenau, Alemania, 17 de mayo de 1990) es un futbolista alemán que juega de arquero en el Würzburger Kickers de la 2. Bundesliga alemana.

## Trayectoria en clubes
Nacido en Adenau, Renania-Palatinado, Giefer comenzó su carrera de futbolista en el 1. FC Oberahr como su primer club juvenil. Posteriormente se fue al TuRa Lommersdorf, antes de recalar en el Bayer 04 Leverkusen, donde comenzó su carrera profesional. Sería rápidamente promovido al Bayer 04 Leverkusen II.

### Bayer Leverkusen
Después de ser promovido al primer equipo, hizo su debut en Bundesliga el 6 de noviembre de 2009 contra el Eintracht Frankfurt. Mantuvo su arco en cero y su equipo ganó 4-0.
El 1 de diciembre de 2010, hizo su debut internacional en la UEFA Europa League, sustituyendo al arquero titular del Bayer, René Adler. El equipo venció 1-0 al Rosenborg de Noruega.
El 7 de agosto de 2011 contra el 1. FSV Maguncia 05 en la semana inaugural de la temporada 2011/12 de la Bundesliga, Giefer sufrió una conmoción cerebral y declaró que no recordaba nada de lo sucedido en el último mes.

### Fortuna Düsseldorf
El 4 de junio de 2012 se anunció que Giefer se uniría al Fortuna Düsseldorf con un contrato por dos años, hasta el 30 de junio de 2014. Giefer reveló que rechazó un traspaso al FC Bayern Munich debido a que quería ser titular en el equipo en el que se encuentre, y si se unía al Bayern habría sido suplente del arquero titular, Manuel Neuer. Hizo su debut en la primera ronda de la DFB Pokal, en una victoria 1-0 contra el Wacker Burghausen. En una derrota 3-2 contra el Augsburgo, Giefer declaró que él era el responsable de la derrota, pero que no se obtendría nada más con eso. Una semana después, Giefer enmendaría su error cuando le dio una asistencia a Axel Bellinghausen, en una victoria 1-0 contra el Greuther Fürth.

### Schalke 04
En junio de 2014 se anunció que Giefer se uniría al FC Schalke 04, donde se le fue asignado el número 34. El 3 de febrero de 2015, en un partido contra el FC Bayern Munich, fue reemplazado por lesión antes de comenzar el segundo tiempo, ingresando en su lugar el juvenil Timon Wellenreuther.